# Anagirunte
Anagirunte o Anagiro (in greco antico: Ἀναγυροῦς o Ἀνάγυρος?, Anaghyrûs o Anághyros) era un demo dell'Attica situato sulla costa a sud di Atene leggermente a nord di capo Zoster, tra i demi di Ale Essonide e di Tore, presso l'odierna Vari.

## Etimologia
Il nome del demo veniva fatto derivare da un eroe locale, Anagiro, che punì un fattore che aveva tagliato il suo bosco sacro; questa leggenda è tramandata dalla Suida, che accenna allo "spirito anagirasio", in una commedia di Difilo e in una, omonima, di Aristofane, risalente al 418/417 a.C., di cui rimangono solo frammenti.
Un'altra ipotesi sul nome vede l'influenza dell’Anagyris foetida, che cresce nella sabbia e nelle pianure deserte e viene utilizzato in medicina.

## Descrizione
Nell'antichità era famoso lo spirito degli abitanti del demo, celebrato nelle commedie. Esisteva inoltre un proverbio, "Rimescolare Anagirunte" (in greco antico: Ἀναγύρον κινεῖν?), riferito a chi muove qualcosa a proprio danno (visto che ad Anagirunte cresceva l’Anagyris foetida, nota per il suo odore sgradevole). Il demo era anche noto per il suo pesce.
Pausania vi colloca un tempio della madre degli dei, Latona.
Le rovine del demo sono state rinvenute nell'Ottocento nei pressi del villaggio di Vari: già nel V secolo a.C. vi era presente una fortificazione, probabilmente a scopo di segnalazione marittima, che controllava la costa attica dal Pireo alla sua punta meridionale.